# Didymophysa fedtschenkoana
Didymophysa fedtschenkoana là một loài thực vật có hoa trong họ Cải. Loài này được Regel mô tả khoa học đầu tiên năm 1882.